# Vellingk
Vellingk, ibland skrivet Velling och av icke-medlemmar någon gång Wellingk, är friherrlig svensk adelsätt. Ätten uppgives härstamma från Münster i Westfalen, varifrån den i härmästarnas tid under 1500-talet med Philipp Vellingk vom Hoff skall ha inflyttat till Livland och där samt i Ingermanland och Finland skaffade sig betydande egendomar, som senare ökades genom donationer av Gustav II Adolf och drottning Kristina.
I Sverige fick ätten friherrlig värdighet 1676.

## Kända medlemmar
- Otto Vellingk den äldre
- Otto Vellingk (1649–1708)
- Mauritz Vellingk (1651–1727)